# 陳葆恩
陳葆恩（?—?），桂林人，清朝政治人物。荫生出身。
光绪29年（1903年），擔任清朝遵义府婺川縣知縣。后由段學義接任。